# Phyllodromica brevipennis
Phyllodromica brevipennis es una especie de cucaracha del género Phyllodromica, familia Ectobiidae. Fue descrita científicamente por Fischer en 1853.
Habita en Austria, Italia, Yugoslavia, Hungría, Albania, Bulgaria, Turquía y Siria.